# Callicarpa peichieniana
Callicarpa peichieniana là một loài thực vật có hoa trong họ Hoa môi. Loài này được Chun & S.L.Chen mô tả khoa học đầu tiên năm 1982.